# Front Popular Patriòtic de Jammu i Caixmir
Front Popular Patriòtic de Jammu i Caixmir és una organització política de Jammu i Caixmir creada pel servei secret indi com a braç polític de la guerrilla musulmana Muslim Mujahedin que el 1995 es va aliar amb el govern de l'Índia, i volia participar en les eleccions. Des del 1997 va donar suport al cap del govern de Jammu i Caixmir, Farooq Abdullah.
El líder de les dues organitzacions fou Ghulam Nabi Mir, que fou assassinat el 2001.